# フラカンの横浜アリーナ -リモートライヴ編- 〜生き続けてる事は最大のメッセージ!〜
『フラカンの横浜アリーナ -リモートライヴ編- 〜生き続けてる事は最大のメッセージ!〜』（フラカンのよこはまアリーナ -リモートライヴへん- 〜いきつづけてることはさいだいのメッセージ!〜）は2020年11月11日に発売されたフラワーカンパニーズの映像作品である。

## 概要
2020年8月27日フラワーカンパニーズが横浜アリーナで行った無観客配信ライブ「フラカンの横浜アリーナ -リモートライヴ編- 〜生き続けてる事は最大のメッセージ!〜」の配信映像をDVD化、同年11月11日に発売。コロナ禍に見舞われ多くのライブイベントが開催自粛となった2020年、「何か思い出になるワクワクする企画を！」というメンバーの発案から、自身最大規模となる横浜アリーナでの生配信ライブを開催。彼らのトレードマークであるハイエースで会場入りし、終演後またハイエースに乗り込み会場を後にする様子が配信映像として収録されている。。

## 収録曲
1. 白眼充血絶叫楽団
2. 脳内百景
3. 深夜高速
4. 馬鹿の最高
5. DIE OR JUMP
6. いましか
7. 履歴書
8. 感情七号線
9. 発熱の男
10. ハイエース
11. 最後にゃなんとかなるだろう
12. チェスト
13. 最高の夏
14. YES, FUTURE
15. なんとかなりそう
16. 真冬の盆踊り